# As the Music Plays
As the Music Plays è l'album di debutto del gruppo di musica rock filippina Bamboo, pubblicato nel 2004, successivo al ritorno del solista Bamboo Mañalac dopo 5 anni di silenzio negli USA.
I Bamboo divennero subito celebri con la canzone Noypi, che catturò il sentimento dei giovani parlando del patriottismo nelle Filippine.
L'album contiene 10 brani, di cui 3 in tagalog: il già citato Noypi, Hudas e Masaya.
Nell'uscita iniziale l'album aveva una copertina bianca. Più tardi, nello stesso anno, i Bamboo pubblicarono una nuova versione con la cover nera, contenente 6 bonus tracks ed i 3 video clips di Noypi, Masaya e Mr. Clay.

## Tracce

### "White Cover" - Tracce Base
1. "Take Me Down" – 3:56
2. "As The Music Plays The Band" – 4:29
3. "Mr. Clay" – 3:56
4. "Pride and The Flame" – 4:49
5. "Masaya" – 3:45
6. "War of Hearts and Minds" – 3:53
7. "Light Years" – 2:27
8. "These Days" – 4:09
9. "Hudas" – 3:04
10. "Noypi" – 4:27

### "Black Cover" - Bonus Tracks
1. "Break On Through (PM)" (The Doors cover) – 4:51
2. "God Knows Hudas Not Pay" – 3:46
3. "Masaya (feat. Ria Osorio)" – 4:49
4. "The General" (Dispatch cover) – 4:09
5. "I Don't Wanna Wait In Vain (For Your Love)" (Bob Marley cover)– 5:10
6. "Break On Through (early AM)" (The Doors cover) – 3:30